# Lưu Thiện
Lưu Thiện (Trung văn giản thể: 刘禅, phồn thể: 劉禪, bính âm: Liú Shàn), 207 - 271), thụy hiệu là Hán Hoài đế (懷帝), hay An Lạc Tư công (安樂思公), hoặc  (Thục) Hán Hậu chủ (蜀漢後主) tên tự là Công Tự (公嗣), tiểu tự A Đẩu (阿斗), là vị hoàng đế thứ hai và cũng là cuối cùng của nhà Thục Hán dưới thời Tam Quốc trong lịch sử Trung Quốc.

## Thời thiếu niên
Theo Tam quốc chí của sử gia Trần Thọ, Lưu Thiện là con trai của Hán Chiêu Liệt đế Lưu Bị, vua đầu tiên của nhà Thục Hán với người thiếp là  Cam phu nhân, tuy nhiên không cho biết rõ ông là con trai thứ mấy của Lưu Bị. Lưu Thiện chào đời vào năm 207, thời Đông Hán, khi cha ông đã 45 tuổi và còn đang nương nhờ thế lực quân phiệt của Lưu Biểu ở Kinh châu.
Năm 208, sau cái chết của Lưu Biểu, Tào Tháo, người đang nắm giữ quyền lực ở miền bắc mang quân đánh chiếm Kinh châu. Lưu Bị giao tranh với Tào Tháo, bị thua to ở Đơn Dương và Tràng Bản, đành phải đưa quân chạy về phía nam, bỏ lại mẹ con Cam phu nhân và Lưu Thiện. May thay ông được tướng dưới quyền Lưu Bị là Triệu Vân cứu thoát khỏi vòng vây của Tào Tháo trở về đoàn tụ với Lưu Bị.
Nguỵ lược có chép lại một câu chuyện đồn thổi rằng sau trận Đương Dương, Lưu Thiện bị thất tán và lưu lạc ở Hán Trung, nhưng vẫn nhớ được cha mình tên là Huyền Đức, khi trưởng thành mới đoàn tụ với cha. Bùi Tùng Chi khi chú giải Tam quốc chí đã bác bỏ câu chuyện này, bởi khi trận Đương Dương diễn ra thì Lưu Thiện mới 1 tuổi, không thể có chuyện "nhớ được cha mình tên là Huyền Đức".
Những năm tiếp theo, Lưu Bị liên tiếp giành được nhiều vùng đất ở Kinh châu và tiến quân sang khu vực Tây Xuyên. Lúc đó, Tôn Quyền ở Giang Đông vốn đã gả cho em gái cho Lưu Bị, nghe tin Lưu Bị không có ở Kinh châu bèn phái một đội thuyền đến Kinh châu đón em gái về. Tôn phu nhân muốn mang cả Lưu Thiện, khi đó mới 7 tuổi, cùng về Đông Ngô nhưng Triệu Vân  được tin bèn mang quân ra chặn sông, ép Tôn phu nhân trả Lưu Thiện về.

## Lên ngôi hoàng đế
Về sau, Lưu Bị chiếm được toàn bộ miền Tây Xuyên và Hán Trung. Năm 219, Lưu Bị làm lễ xưng là Hán Trung vương và cho lập Lưu Thiện làm Vương thái tử.
Năm 221, Lưu Bị lên ngôi hoàng đế, tức Hán Chiêu Liệt đế, lập Lưu Thiện làm Hoàng thái tử và giao phó ông cho thừa tướng Gia Cát Lượng.
Năm 223, Hán Chiêu Liệt đế băng hà ở thành Bạch Đế. Đến tháng 5 năm Lưu Thiện, năm ấy 17 tuổi lên nối ngôi hoàng đế ở Thành Đô. Ông đổi niên hiệu là Kiến Hưng và tôn Ngô hoàng hậu làm Hoàng thái hậu.

## Gia Cát Lượng chấp chính

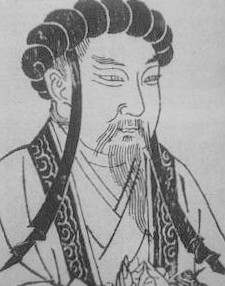
Gia Cát Lượng (181 - 234).

Lưu Thiện phong cho Gia Cát Lượng làm Thừa tướng Vũ Hương hầu. Trong suốt 11 năm đầu tiên dưới triều đại Lưu Thiện, việc triều chính đều do Gia Cát Lượng quyết đoán.
Mùa hạ năm 223, thái thú quận Tang Kha Chu Bảo khởi binh chống lại triều đình Thục Hán, nhưng nhanh chóng bị đánh dẹp. Ít lâu sau, Lưu Thiện cho lập Trương thị trẻ tuổi, hiền hậu, con gái của Trương Phi, người em kết nghĩa cùng Lưu Bị làm hoàng hậu và sai Thượng thư lang Đặng Chi sang giảng hòa với nước Ngô sau mấy năm chiến tranh. Từ đó hai nước lập lại hòa hảo.
Những năm tiếp theo, các bộ tộc ở miền nam nổi lên chống lại Thục Hán. Gia Cát Lượng đem binh xuống miền nam bình loạn, ổn định lại tình hình.
Từ năm 227, Gia Cát Lượng bắt đầu tiến hành Bắc phạt, ra khỏi Kì Sơn, giao chiến với quân đội của nhà Ngụy ở phía bắc nhưng hầu như không thu được kết quả.
Năm 234, Gia Cát Lượng tiến hành cuộc bắc phạt lần thứ bảy, giữa đường thì lâm bệnh nặng. Lưu Thiện nghe tin,bèn gửi thư đến để hỏi Gia Cát Lượng về người sẽ thay thế ông ta nắm quyền triều chính. Gia Cát Lượng đề cử Tưởng Uyển.
Không bao lâu sau Gia Cát Lượng mất trong quân doanh. Tướng quân Ngụy Diên nhân cơ hội đó dẫn quân làm phản, không chịu rút lui về nước để an táng Gia Cát Lượng, bị Dương Nghi và Phí Vĩ lập mưu giết chết. Hậu chủ Lưu Thiện chuẩn theo lời thỉnh cầu của Dương Nghi và Phí Y, khép Ngụy Diên tội mưu phản và ra lệnh tru di tam tộc nhà Ngụy Diên.
Sau cái chết của Gia Cát Lượng, Lưu Thiện phong cho Tả tướng quân Ngô Nhất làm Xa kị tướng quân, Tưởng Uyển làm Thượng thư lệnh, nắm giữ quyền bính trong nước theo đúng lời đề nghị của Gia Cát Lượng. Sang tháng 4 năm 235, triều đình thăng Tương Uyển làm Đại tướng quân. Từ đó quyền lực trong triều nằm trong tay Tưởng Uyển.

## Tưởng Uyển và Phí Y chấp chính

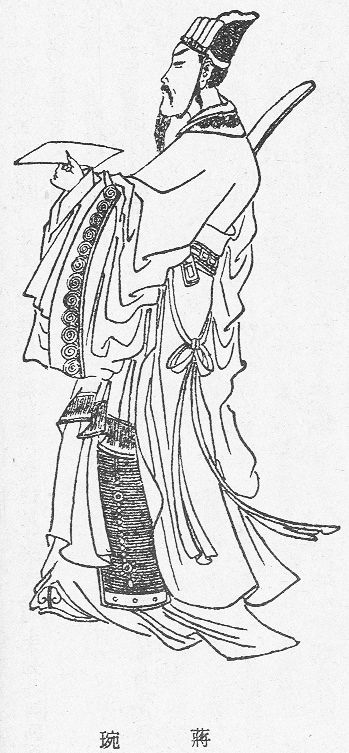
Tưởng Uyển (? - 246).

Tưởng Uyển tiếp tục thực hiện chính sách giống như thời Gia Cát Lượng còn sống, do đó việc triều chính vẫn tương đối ổn định.
Về chính sách đối ngoại, Tưởng Uyển tạm ngưng tiến hành chiến tranh với Tào Ngụy, cho rút binh đồn trú ở Hán Trung về Phù huyện, chuyển sang thế cầm cự đối với nhà Ngụy. Sang năm 237, hoàng hậu Trương thị qua đời, được ban thụy là Kính Ai hoàng hậu và được an táng ở Nam Lăng.
Đến tháng 1 năm sau, 238, Lưu Thiện lại lấy người em gái của Trương hậu lên làm hoàng hậu và lập người con trai trưởng là Lưu Duệ làm thái tử, con nhỏ Lưu Dao làm An Định vương.
Năm 239, Lưu Thiện phong Tưởng Uyển lên chức Đại tư mã, nắm quyền điều hành triều đình và quân đội. Sang năm 240, triều đình Thục Hán cử Trương Nghi làm thái thú Việt Thường, đem quân bình định các cuộc nổi dậy ở quận Việt Thường. Về sau sức khỏe Tưởng Uyển không tốt, bèn giao quyền hành lại cho Phí Y. Năm 243, Lưu Thiện phong cho Phí Y làm Đại tướng quân, nắm quyền trong triều.
Năm 244, Tào Sảng và Hạ Hầu Bá dẫn quân Ngụy tấn công vào khu vực Hán Trung. Đại tướng quân Phí Y đưa quân ra chống cự, buộc quân Ngụy lui quân. Đến tháng 11 năm 246, Tưởng Uyển lâm bệnh qua đời. Từ thời điểm này, Lưu Thiện tự mình nắm quyền triều chính, còn Phí Y tuy giữ chức Đại tướng quân nhưng chỉ lo việc quân, vì thế Lưu Thiện lại tin dùng hoạn quan Hoàng Hạo. Từ đó thế lực của Hoàng Hạo bắt đầu tăng lên, chi phối triều chính.
Năm 249, Thái phó Tư Mã Ý ở nước Ngụy làm đảo chính, giết chết quan phụ chính Tào Sảng. Tướng Hạ Hầu Bá sợ bị liên lụy, bèn trốn sang hàng Thục. Mùa thu cùng năm, đại tướng quân Khương Duy tiến hành bắc phạt, nhưng không thành công, hai tướng Cấu An và Lý Thiều đầu hàng quân Ngụy. Năm 251 Khương Duy một lần nữa đưa quân tấn công Tây Bình của nhà Ngụy, nhưng không thắng phải rút quân về. Năm 252, Lưu Thiện phong cho người con thứ là Lưu Tông làm Tây Hà vương.
Năm 253, Phí Y bị hàng tướng của nhà Ngụy là Quách Tuần sát hại. Từ đó Khương Duy trở thành người thống lĩnh quân đội. Trong các năm từ 253 đến 256, Khương Duy nhiều lần đưa quân bắc phạt song hầu như không thu được kết quả đáng kể.

## Tin dùng hoạn quan

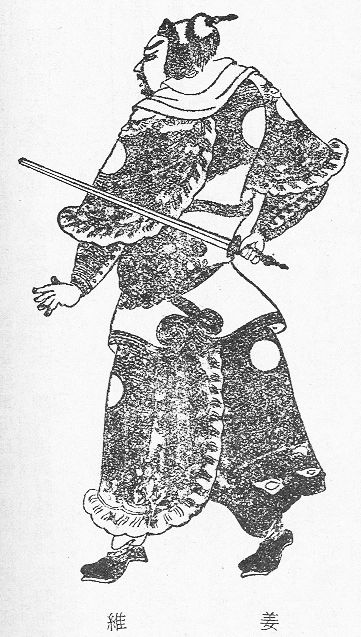
Khương Duy (205-264).

Năm 256, Lưu Thiện chính thức phong cho Khương Duy làm Đại tướng quân. Duy định ước với Hồ Tế hội quân ở Thượng Khuê để cùng chống Ngụy nhưng Hồ Tế không đến. Khương Duy một mình lãnh quân giao chiến với Đặng Ngải ở Đoạn Cốc và thua trận, thương vong rất nhiều. Lưu Thiện theo lời thỉnh tội của Khương Duy, giáng ông ta làm Hậu tướng quân. Cùng năm đó, ông lại phong cho người con là Lưu Toản làm Tân Bình vương.
Năm 257, Khương Duy nhân cơ hội quyền thần nước Ngụy Tư Mã Chiêu đang giao tranh với Hạ Hầu Bá bèn đem quân ra Kì Sơn đánh Ngụy, nhưng không thắng phải rút về.
Năm 259, Lưu Thiện tiếp tục phong vương cho các con: Lưu Kham làm Bắc Địa vương, Lưu Tuân làm Tân Hưng vương, Lưu Kiền làm Thượng Đảng vương.
Năm 262, Khương Duy tiếp tục tiến đánh vùng Thao Dương. Đặng Ngải đưa quân phá tan quân Thục ở Hầu Hòa, quân Thục bị tổn thất nghiêm trọng. Khương Duy đành phải lui về.
Khương Duy ghét Hoàng Hạo chuyên quyền, bẩm với Lưu Thiện muốn giết đi. Lưu Thiện nói:
"Hạo chỉ là đứa tiểu thần để sai khiến, trước đây Đổng Doãn cứ nghiến răng căm tức, ta vẫn hận việc ấy. Ngươi cần gì phải để ý".
Rồi sai Hoàng Hạo đến tạ tội với Khương Duy, Khương Duy sợ bị trả thù bèn nói với Hoàng Hạo rằng muốn ra Đạp Trung lập đồn điền để tránh tai vạ. Cuộc bắc phạt chấm dứt.

## Mất nước, hàng Ngụy

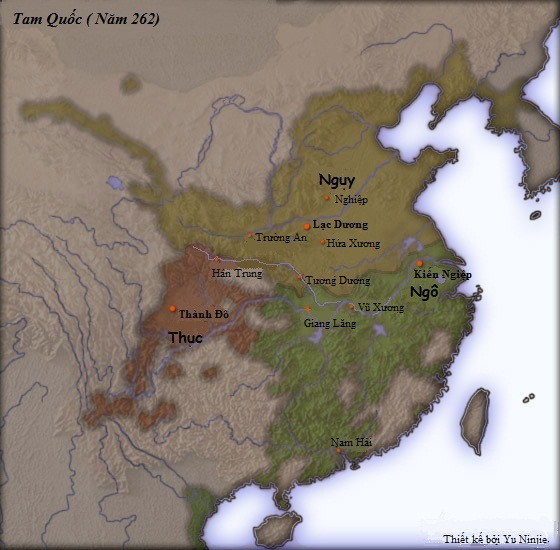
Bản đồ Tam quốc năm 262

Mùa thu năm 263, Tư Mã Chiêu ở nước Ngụy phái Đặng Ngải cùng với Chung Hội dẫn đại quân đánh Thục.
Khương Duy ở Đạp Trung được tin, bèn viết biểu về triều, đề nghị Lưu Thiện điều động Trương Dực, Liêu Hóa bảo vệ Dương An và Âm Bình. Nhưng Lưu Thiện tin theo Hoàng Hạo, không nghe theo những tờ thư của Khương Duy, nên quân Thục không được điều động đi phòng thủ. Mãi đến khi Đặng Ngải sắp kéo đến Đạp Trung, Chung Hội sắp tiến vào Lạc Cốc, triều đình Thục Hán mới cho Trương Dực, Đổng Quyết dẫn quân tới Dương An lập trại tiếp ứng.
Khương Duy dẫn quân ra chống cự, bị dồn vào Khổng U Cốc tuy nhiên sau đó trốn thoát, ẫn quân đuổi đánh cánh quân của Khương Duy. Cùng lúc đó cánh quân ba vạn người khác do Gia Cát Tự chỉ huy cũng chiếm được vùng Vũ Đô, tiến gần đến Âm Bình, cắt đường rút lui của Khương Duy và dồn ông ta Khổng U Cốc, tuy nhiên sau đó Khương Duy trốn thoát rồi tiếp tục giao tranh với Chung Hội.
Trong khi đó Chung Hội tấn công Hán Trung và Lạc Thành. Tướng giữ ải Dương Quan là Tưởng Thư đầu hàng, phó tướng Phó Thiêm tử trận. Chung Hôi tiến vào Quan Khẩu và cầm cự với Khương Duy trong một thời gian.
Về cánh quân của Đặng Ngải, đến tháng 10 năm 263, Đặng Ngải cho tiến quân theo đường núi Âm Bình, vượt qua Cảnh Cốc, đánh nhau với tướng Thục là Gia Cát Chiêm (con trai của Gia Cát Lượng) và con là Gia Cát Thượng ở Miên Trúc. Ngải đem quân đi lẻn về phía Âm Bình Sơn, một vùng núi non hiểm trở, nơi mà quân Thục không phòng bị. Quân Ngụy ra khỏi 800 dặm đường núi hoang vắng, xuống đồng bằng phá thành Miên Trúc. Đặng Trung và Tư Mã Sư Toản đưa hai cánh quân tả hữu ra giao chiến với Gia Cát Chiêm, gặp bất lợi định quay về. Đặng Ngải không chịu và phái trở lại tham chiến. Lần này quân Ngụy giết chết cha con Gia Cát Chiêm vào thẳng Thành Đô. Tình hình vô cùng nguy cấp.
Tại Thành Đô, Lưu Thiện nghe theo lời của Tiều Chu và Đặng Lượng, muốn ra hàng quân Ngụy. Bắc Địa vương Lưu Kham cầu xin tiếp tục giao chiến nhưng Lưu Thiện không chịu. Kham tuyệt vọng, giết chết cả gia quyến rồi tự sát..
Lưu Thiện Trương Thiệu, Tiều Chu và Đặng Lương mang thư đến quân doanh Đặng Ngải xin hàng. Mấy hôm sau, quân Đặng Ngải tiến vào Thành Đô, Lưu Thiện ra thành đầu hàng. Nước Thục diệt vong.

## Không nhớ đất Thục
Đặng Ngải bái Lưu Thiện làm Phiêu kị tướng quân và cho đưa ông về Lạc Dương. Ông viết thư khuyên Khương Duy đầu hàng. Về sau Duy dùng kế trá hàng và dụ Chung Hội tạo phản để chống lại Tư Mã Chiêu nhưng không thành và bị giết.
Lưu Thiện được đưa về Lạc Dương, kinh đô nhà Ngụy. Triều đình nhà Ngụy phong cho ông làm An Lạc huyện công. Những người con của Lưu Thiện đều được phong cho chức tước.
Tư Mã Chiêu vẫn còn đề phòng Lưu Thiện. Theo Hán Tấn Xuân Thu thì một hôm Chiêu mời Lưu Thiện đến phủ của mình. Trong buổi tiệc, Tư Mã Chiêu cho cung nữ múa điệu múa ở nước Thục làm rất nhiều quan lại nước Thục trước đây cảm động phát khóc. Nhân đó, Tư Mã Chiêu hỏi ông có còn nhớ đất Thục không. Lưu Thiện nói:
Ở đây rất vui. Tôi không còn nhớ gì đến đất Thục nữa.
Khước Chính nghe thấy lời nói của Lưu Thiện thì không hài lòng và khuyên ông nếu Tư Mã Chiêu có còn hỏi thì nên nói rằng mồ mả tổ tiên vẫn còn ở Lũng Thục nên không ngày nào không nhớ. Lát sau Tư Mã Chiêu lại hỏi, Lưu Thiện đáp y như vậy. Chiêu bèn bảo:
Sao giống lời Khước Chính thế.
Lưu Thiện thất kinh, thú nhận hết việc này. Mọi người xung quanh đều chê cười ông. Đến cả Tư Mã Chiêu vốn là người đa nghi, cũng nghĩ ông quá ngô nghê nên không còn bận tâm tới nữa.
Năm 271 đời Thái Thủy nhà Tấn, Lưu Thiện mất ở Lạc Dương, thụy là Tư công. Con trai ông là Lưu Tuân lên kế nhiệm tước vị An Lạc công.. Nước An Lạc kéo dài nhiều thế hệ dưới thời triều đại kế tục của nhà Ngụy là nhà Tấn, trước khi bị diệt vong trong loạn Ngũ Hồ. Lưu Uyên, người sáng lập ra Hán Triệu, một trong những quốc gia thời Thập lục quốc, tự xưng là người kế vị hợp pháp của nhà Hán. Ông phong thụy hiệu cho Lưu Thiện là "Hiếu Hoài Hoàng đế" (孝懷皇帝).

## Đánh giá
Nhiều nhà sử học thời xưa thường nhìn nhận Lưu Thiện là một vị vua kém cỏi, là "dung chủ" (ông vua mất nước). Nhà thơ Lưu Vũ Tích đời Đường từng làm bài thơ "Thục Tiên chủ miếu", trong đó ca ngợi tài năng của Lưu Bị và chê trách Lưu Thiện đã không giữ được cơ đồ của cha mình:
Anh khí bao trùm trời đất rộng,
Oai linh còn mãi đến ngàn sau.
Dư đồ chia rõ ba chân vạc,
Cơ nghiệp đem về tiền Ngũ châu.
Tìm tướng, mở mang nên nghiệp nước;
Sinh con, tài cán kém xa cha!
Ngậm ngùi, ca vũ trong cung Thục,
Cung Ngụy giờ đây đến múa hầu.
Những nhà sử học hiện tại thì nhìn nhận Lưu Thiện không hẳn là một vị vua kém. Trong giai đoạn đầu nắm quyền, ông cũng có một số thành tích. Sau khi Gia Cát Lượng qua đời, Lưu Thiện vẫn có thể tiếp tục lãnh đạo nhà Thục Hán yên ổn trong 30 năm mà không xảy ra đại loạn gì lớn, có thể thấy Lưu Thiện vốn không phải là hồ đồ. Dịch Trung Thiên nhận định rằng Lưu Thiện có thể là một "vua giữ thành" tốt. Sau này về già, ông tin cậy hoạn quan Hoàng Hạo thì chính sự nước Thục Hán mới suy yếu.
Sau này, khi Lưu Thiện nói với Tư Mã Chiêu rằng ông không nhớ đất Thục, đó không hẳn là do ông ngô nghê, mà đó là để cho Tư Mã Chiêu nghĩ rằng ông là 1 kẻ nhu nhược, nên không cần phải bận tâm chi nữa. Đó là cách để Lưu Thiện xóa đi nghi ngờ của Tư Mã Chiêu, tránh được họa diệt tộc cho bản thân và gia đình. Sách "Tam Quốc tập giải" của Chu Thọ Xương đánh giá cao hành động này: "Những lời đồn đại (về Lưu Thiện) là hoàn toàn sai sự thực. Chẳng qua, A Đẩu tự ẩn mình đi để bảo toàn chính mình trong hoàn cảnh hiểm nghèo mà thôi".

## Gia đình
- Cha: Hán Chiêu Liệt đế Lưu Bị
- Mẹ: Cam phu nhân
- Thê thiếp
  - Kính Ai hoàng hậu Trương thị trẻ tuổi, hiền hậu, được Gia Cát Lượng tiến cử.
  - Hoàng hậu Trương thị (em Kính Ai). Điểm đặc biệt của bà đó là tính cách khác xa so với cha mình, đa mưu túc trí và luôn luôn bình tĩnh trước mọi việc.
  - Vương quý nhân, nguyên là thị nữ của Trương hậu
  - Lý Chiêu nghi, tự sát khi nước Thục Hán diệt vong.[32]
- Con cái
  - Lưu Tuyền, chết năm 264 trong cuộc binh biến liên quan đến Chung Hội, Đặng Ngải và Khương Duy.[33]
  - Lưu Dao
  - Lưu Tông
  - Lưu Toản
  - Lưu Kham: tước Bắc Địa Vương, tự sát cùng vợ con khi nước Thục Hán diệt vong. Tam quốc chí chép: Hậu Chủ thuận theo Tiếu Chu và quyết định đầu hàng. Bắc Địa Vương Lưu Kham giận nói: "Nếu như lý đuối lực tàn, hoạ hoạn khó tránh, dù cho cha con vua tôi dựa lưng vào tường thành mà đánh một trận, chết cùng xã tắc, cũng có thể gặp mặt Tiên Đế vậy". Hậu Chủ không chấp thuận. Hôm ấy, Kham khóc trong Chiêu Liệt miếu (nơi thờ Lưu Bị), rồi trước giết vợ con sau tự sát chết. Tả hữu không ai không rơi lệ khóc.
  - Lưu Tông
  - Lưu Cừ

Mao Tôn Cương trong Thánh thán ngoại thư có lời khen ngợi Lưu Kham:
Vũ Hầu (Gia Cát Lượng) có con trung dũng, lại thêm có cháu trung liệt. Đời cho như vậy là Vũ Hầu không chết. Tiên chúa (Chiêu Liệt Đế Lưu Bị) tuy không có con anh hùng, nhưng có cháu (Bắc Địa vương Lưu Kham) khảng khái, cháu thay cho con, đời cũng cho là Tiên chúa không chết. Nếu Hậu chúa Lưu Thiện cũng có khí phách như Bắc Địa vương thì có thể nuốt Ngô diệt Ngụy. Nhà Hán đâu đến nỗi bại vong? Khi Thành Đô thất thủ, Lưu Kham biết uất ức vì cha mà chết, lại khiến ta thấy cái di phong của Chiêu Liệt Đế. Ôi! Nhà Thục Hán mất rồi, nhưng ta vẫn thấy rờ rờ có sinh khí hơn các triều đại khác.
Nhà Tây Hán mất ở cậu bé con Lưu Anh (nhụ tử Anh). Nhà Đông Hán mất ở vua Hiến Đế. Nhưng việc mất ngôi chỉ im lìm, chứ không có gì chấn động. Đến khi mà Thục Hán mất, Lưu Thiện tuy hèn, nhưng có con là Bắc Địa vương biết chết vì trung hiếu. Đó là suy vong mà vẫn có sinh sắc vậy.
Khi nhà Tây Hán mất ngôi có Vương hoàng hậu biết mắng Vương Mãng. Khi nhà Đông Hán mất ngôi có Tào hoàng hậu biết mắng Tào Phi. Hai người đó mới biết mắng gian thần, chứ chưa biết chết để nêu gương trung liệt. Duy lúc nhà Thục Hán mất ngôi, có Bắc Địa vương "biết chết", rồi Thôi phu nhân cũng "biết chết". Hai chữ "năng tử" đủ làm "sinh sắc" cho Hán triều vậy.
Đến sau  loạn Vĩnh Gia thì dòng dõi Lưu Thiện không còn được sử sách nhắc tới. Một người cháu của Lưu Vĩnh (em trai Lưu Thiện) là Lưu Huyền chạy vào Thục, kế thừa dòng dõi Lưu Bị. Vào năm Vĩnh Hoà thứ ba, thảo phạt Lý Thế, Tôn Thịnh có gặp Lưu Huyền ở Thành Đô. Bùi Tùng Chi dẫn Thục Thế phổ của Tôn Thịnh viết rằng: "Các em của [Lưu] Tuyền là Dao, Tông, Toản, Kham, Tuân, Cừ sáu người. Thục bại, Kham Tự sát, những người còn lại đều chấp thuận thay đổi chỗ ở. Gặp cơn đại loạn thời Vĩnh Gia, con cháu đều chết cả. Riêng cháu Vĩnh là Huyền chạy vào Thục, giữ một mạch nam đinh kế thừa An Lạc công nhà Ngụy sau (Lưu) Thiện. Vào năm Vĩnh Hoà thứ ba, thảo phát Lý Thế, (Tôn) Thịnh tham dự việc quân, có gặp Huyền ở Thành Đô."